# 商法中署名スヘキ場合ニ関スル法律
商法中署名スヘキ場合ニ関スル法律（しょうほうちゅうしょめいすべきばあいにかんするほうりつ、明治33年2月26日法律第17号）は、商法の規定により署名すべき場合においては、記名捺印をもって、署名に代えることができることに関する法律で、商法に対する特別法である。
第14回帝国議会において成立し、2006年5月1日に会社法の施行により廃止された。

## 制定
本法が法律として制定されるまで、以下のような主張と進行が行われた。

### 立法主旨
明治中期、政府は紆余曲折を経て遂に民法、商法等の法典整備を終了（詳しくは商法の項目を参照すること。）させ、これら法典は無事施行されることとなった。しかしこれら法典は、一部旧来の日本の慣習とはそぐわない部分が存在した。その代表的な部分としてあげられるのが、署名に関する事項である。
旧来の日本では、契約等の書面を作成するには以下の慣習が存在していた。
1. 名前は誰が書いても構わないものであった。
2. その代わり、実印に重きを置くこととしていた。

民法では、意思表示による不要式行為を原則としているため、署名をしなければ効力を発しないということは認められないが、商法では、署名を必要としている書面は、署名以外の記名、捺印等の従来の慣習的行為をしても効力を発しないとしていた。
このような背景を前提として、提出者である衆議院議員木村格之輔は、本案の理由として3点をあげている。
第一に、慣習にそぐわない現状についてである。商法だけそのような要件を加えることは、上記に列挙した旧来の慣習とそぐわない状態であった。また実情としても、上記の要件で経済活動に不自由を感じている嘆願が議員に対し寄せられていた。
第二に、識字率についてである。明治30年頃の日本人は、教育機関が発達していなかったこともあり、識字率も低く、中には文字を書けないものも程度存在していたため、署名のみ認めてしまうと、文字を書けない人達を蔑ろにしてしまうことになってしまう。本案の提出者は、例として県会議員選挙を示し、投票者の2割が自署できない状態であったと述べている。
第三に、株券の発行についてである。多数の枚数を発行するものになると、それを逐一署名するためには、多大な労力を伴うことになる。しかし、記名捺印が認められれば、その労力は大幅に削減できることにもなる。
これらの理由をふまえ、提出者は、利便性や非識字者のためを考え、商法にある署名の規定は従前の状態を維持しつつ、誰が名前を書いてもそれに印判を押せば効力を発生する規定を、新たに別個の法律として作成することとした。

### 政府見解
本案に対し政府は、真っ向から反対する立場をとった。今回政府委員として政府見解を述べたのは、商法典の整備に大きく携わった人物であり、東京帝国大学法学博士でもある梅謙次郎であった。
まずこの問題について、主張を2つに分けることができるとした。1つは、署名説である。当時施行されている商法に規定されているのはこの説に則ったものであり、経済活動の安全性を重視したものである。もう1つが、捺印説である。これは、安全性よりも利便性に重きを置いたものである。この件に関しては、以前にも政府内で審議が行われ、数回の討論を行った結果、政府は署名説を採用するにいたったことをふまえ、梅謙次郎は本案に反対する理由として2点を掲げた。
第一に、印影盗用の危険性である。捺印するには、金属、木、象牙などの個体に文字を彫刻して完成した印判がなくてはならない。印判は人とは別個の物体であるため、印判を利用するには印判を自ら占有するか、必要時に利用できる場所に保管しなければならないが、署名とは異なり、印判が盗まれ、印影が盗用される可能性が生じる。もし印判が盗用された場合、本人が捺印したか判明しがたい状態になり、経済活動に新たな危険性を発生させる要因となってしまう。実情としても、印影盗用に関しては、明治30年中現に裁判所で事件として取り上げられたものでも509件存在しており、捺印に重きをおくことは得策ではないと説明した。
第二に、真偽の難易である。署名の場合、いくら他人が真似て書こうとも人それぞれの個性が存在するため、真似るにはそれ相応の技術が必要であるが、印影の場合、印影を真似ることは署名よりも容易である。さらに真偽の鑑別精度に対しても、印影よりも署名の方が高い。真似る精度も格段に高い。
以上の点を避けるために政府は、署名を主とし捺印を従とする従来の商法の規定を支持し、本案のように記名捺印をもってこれに代える規定に賛成でき兼ねると説明した。

### 富井政章の見解
また、貴族院議員であり商法典の整備に携わった東京帝国大学法学博士の富井政章は委員会にて、政府見解が重視する安全性と本案が重視する利便性の折衷案として、新たに修正する案を提出した。この修正案は、商法第148条及び第205条の場合は、花押をもって署名に代えることができるという内容であった。修正案の理由として彼は、署名よりも花押の方が多少利便性が向上されるとし、また安全性に関しても、自筆にはかわらないため、政府見解と矛盾することはないと説明した。
しかしこの修正案は、他の委員より批判された。批判の理由として大まかに2点の事項があげられる。
第一に、花押の普及度である。花押は、当時においても花押を有する者自体極めて少い状態であり、花押が盛んであった時代においてすら、使用範囲は武士階級以上の者に限定されていた。委員等は、仮にこの修正案通り花押を認めたとしても、このような事実が存在するため、実行性に欠けると批判した。
第二に、花押の安全性である。江戸時代の花押はこれを銅版に彫刻し使用していたという事実が存在しており、花押自体必ずしも自筆のものとは限定されないものである。この場合、印影との性質的な相違は見当たらず、修正案提出者がいう安全性が確保されないおそれがあると批判された。
これらのことから、委員会での採決を前に本人により当該修正案は撤回されることとなった。

### 議会での進行
本案は、木村格之輔により衆議院に提出され、1899年12月8日に第一読会が開かれ、同日設置された商法中署名スヘキ場合ニ関スル法律案特別委員会に付託された。12月9日の委員会では政府見解といくつかの質疑が行われ、次回である12月14日の委員会では本案に対する採決がなされた結果、異議無しと判断され、本案は可決された。12月19日に本会議で第一読会の続きが開かれ、本案の採決がなされた結果、全会一致で可決し、第二読会、第三読会と異議無く連続して進み、本案は原案どおり確定した。
衆議院から貴族院へ送付された本案は、1900年1月23日に第一読会が開始され、商法中署名スヘキ場合ニ関スル法律案特別委員会に付託された。2月1日の特別委員会では上記修正案の審議やいくつかの質疑が行われた結果、賛成、反対がほぼ拮抗する形で採決が行われ、7人中4人の反対により、本案は否決されるに至った。
2月5日に本会議で第一読会の続きが開かれ、ここでも賛成派、反対派の両派から主張が飛び交う中討論が終了し、第二読会に移行するかの採決が取られた。結果、起立者多数で本案は第二読会へ移行した。第二読会では、記名捺印をもってこれに代える部分の削除を求める修正案が提出されそうになるが、第二読会へ移行する動議で本案はほぼ確定したこととなるため、議事の進行を妨げる行為と他の議員から批判されたため、本修正案の提出は本人の発言をもって取り止められた。その後、第二読会の終了、第三読会の開始及び本案の確定と異議無く可決されることとなり本案は原案どおり確定した。

## 制定後
帝国議会で可決された本法は、明治33年2月26日に公布され、法例第1条により3月18日に施行された。
本法は条文の短さの割に適用の場面は非常に多いが、この法律そのものが意識されることはほとんどなかった。平成17年の会社法の成立とともに商法の規定が整理され、新商法32条に「この法律の規定により署名すべき場合には、記名押印をもって、署名に代えることができる。」との規定が設けられることになったため、会社法の施行とともに本法は廃止されることとなった（会社法の施行に伴う関係法律の整備等に関する法律第1条、64条）。また同様の規定として、手形法82条などが存在している。

## 商法適用下と会社法適用下との違い
商法では、取締役会「議事録ガ書面ヲ以テ作ラレタルトキハ出席シタル取締役及監査役之ニ署名スルコトヲ要ス（商法第260条の4第3項）」と定めている。これと、本法を合わせて、取締役会議事録については、署名（すなわち、自署）に代え、記名捺印（代筆やゴム印など＋押印）でもよいということが分かる。これに対し、会社法では、「取締役会の議事については、法務省令で定めるところにより、議事録を作成し、議事録が書面をもって作成されているときは、出席した取締役及び監査役は、これに署名し、又は記名押印しなければならない（会社法第369条第3項）。」という規定が設けられた。会社法においては、これと同様に、第250条第2項、第3項、第270条第2項、第289条など規定ごとに、署名でも記名捺印でもよいという規定が個別に定められている。
なお、商法や会社法等に基づき作成すべき書面が電磁的記録により作成されることが許されている場合において、その書面に署名が要求されているときは、法務省令で定める署名又は記名押印に代わる措置（すなわち、電子署名）をとらなければならない。